# 薩氏無齒翎電鰻
薩氏無齒翎電鰻，為輻鰭魚綱電鰻目線翎電鰻科的其中一種，為熱帶淡水魚，分布於南美洲委內瑞拉及巴西淡水流域，深度8-22公尺，體長可達32.2公分，棲息在底中層水域，生活習性不明。

## 扩展阅读
維基物種上的相關：薩氏無齒翎電鰻